# Židilje
Židilje (cyr. Жидиље) – wieś w Serbii, w okręgu pomorawskim, w gminie Despotovac. W 2011 roku liczyła 83 mieszkańców.